# De Heilige Familie (Jordaens, Sint-Gillis)

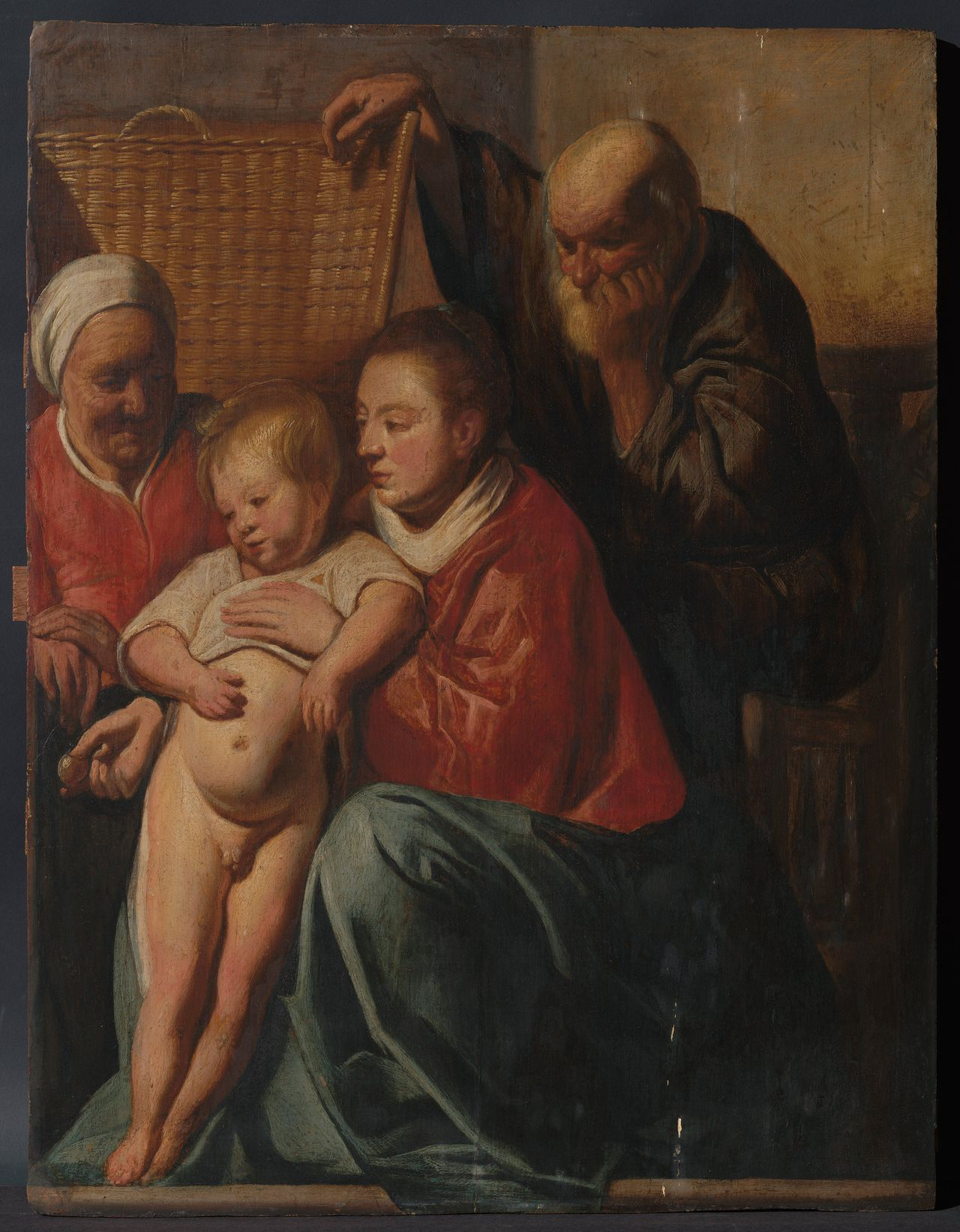

De Heilige Familie is een schilderij van de Zuid-Nederlandse barokkunstenaar Jacob Jordaens (1593-1678) dat werd geschilderd in 1617-1618. Dit schilderij werd lang beschouwd als een kopie naar Jordaens, die drie andere afbeeldingen van de Heilige Familie schilderde. Onderzoek bracht aan het licht dat dit schilderij, dat hing in het gemeentehuis van Sint-Gillis, een authentieke Jordaens is en het oudste van zijn schilderijen met de Heilige Familie.

## Schilderij
Het gaat om een schilderij op een eikenhouten paneel. Het schilderij toont centraal een geknielde Maria in wit, rood en blauw die Jezus als peuter vasthoudt. Links van het paar is Sint-Anna in het rood afgebeeld op een gevlochten stoel en rechts Sint-Jozef op een houten stoel met de rechterhand rustend op de linkse stoelleuning. Jordaens hernam deze compositie voor drie andere voorstellingen van de Heilige Familie:
- De Heilige Familie met Sint-Anna, de jonge Johannes de Doper en diens ouders, 1620-1625, Metropolitan Museum, New York
- De Heilige Familie, Hermitage, Sint-Petersburg
- De Heilige Familie, Gemäldegalerie, Berlijn

## Geschiedenis
Het schilderij was onderdeel van de kunstverzameling van de Belgische kunstenaar Leopold Speeckaert (1835-1915). Deze schonk zijn verzameling aan de gemeente Sint-Gillis op voorwaarde dat zijn huis zou worden omgevormd tot museum. Het schilderij werd hier tentoongesteld tussen 1917 en 1965. Toen werd het huis afgebroken en kwam een deel van de collectie in het gemeentehuis van Sint-Gillis terecht. De Heilige Familie hing in het kantoor van de schepen van Stedenbouw.
Bij inventarisatie van het gemeentelijk kunstbezit werd het paneel in 2019 onderzocht door het KIK (Koninklijk Instituut voor het Kunstpatrimonium). Op basis van verschillende elementen besloot het KIK dat het schilderij een authentieke Jordaens is. Op de achterkant van het paneel zijn het keurmerk van de Antwerpse Sint-Lucasgilde en het merkteken van de Antwerpse paneelmaker Guilliam Aertsen aangebracht. Aertsen werkte regelmatig voor Jordaens. Het paneel is gemaakt van een Baltische eik geveld in 1613 en Anthony van Dyck maakte drie schilderijen op panelen afkomstig van dezelfde boom. Dit wijst erop dat De Heilige Familie werd geschilderd op een moment dat Jordaens en Van Dyck beiden werkten in het atelier van Pieter Paul Rubens, dus rond 1617.
In 2021 wordt het schilderij gerestaureerd en daarna wordt het tentoongesteld in de Koninklijke Musea voor Schone Kunsten in Brussel.